# Haemulon melanurum
Haemulon melanurum és una espècie de peix de la família dels hemúlids i de l'ordre dels perciformes que es troba des de Bermuda, les Bahames i el sud-est de Florida (Estats Units) fins al Brasil.
Els mascles poden assolir els 33 cm de longitud total.